# Scotonycteris zenkeri
Scotonycteris zenkeri é uma espécie de morcego da família Pteropodidae. Pode ser encontrada na Libéria, Guiné, Costa do Marfim, Gana, Nigéria, Camarões, Gabão, Congo, Guiné Equatorial, República Democrática do Congo e República Centro-africana.